# Ortega (uva)

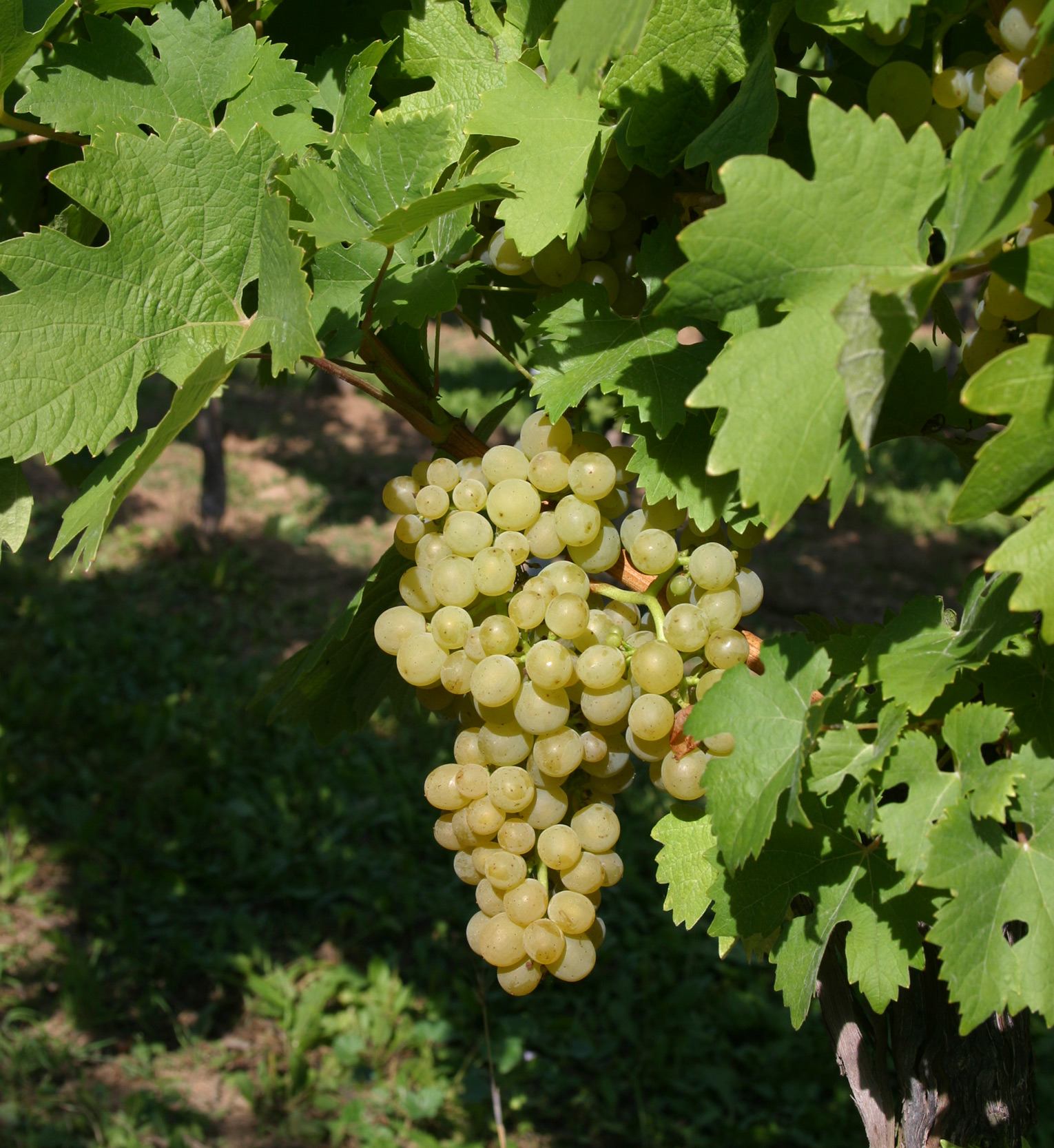
Racimo de ortega.

La ortega es una variedad de uva usada para hacer vino blanco. Fue creada en 1948 por Hans Breider en el Bayerischen Landesanstalt für Wein-, Obst- und Gartenbau, en Wurzburgo, Alemania, y fue empleada como variedad protegida a partir de 1981. Es un cruce entre la müller-thurgau y la siegerrebe. Breider escogió el nombre de la variedad en honor del poeta y filósofo español José Ortega y Gasset.
La ortega es una variedad de maduración temprana. No es sensible a la helada y produce mostos muy pesados, de unos 20 grados más en la escala Oechsle que la müller-thurgau. Por ello, es usada para vinos dulces, que se considera que mejoran con el almacenaje en depósitos. Los vinos de ortega tienen aromas propios de la moscatel y a melocotón.
La ortega también es usada como uva de mesa.
En 2006, había 686 ha de ortega en Alemania, con una tendencia decreciente. También puede encontrarse en Inglaterra.
El vino de esta variedad es producido en el Reino Unido por las bodegas Fenny Castle Vineyard, Panniers Farm, Castle Lane, Worth, Wells y Somerset.